# Casa Norman and Florence B. Carmichael
La Casa Norman and Florence B. Carmichael (en inglés: Norman and Florence B. Carmichael House) es una casa histórica ubicada en Rancho Santa Fe en el estado estadounidense de California. La Casa Norman and Florence B. Carmichael se encuentra inscrita en el Registro Nacional de Lugares Históricos desde el 05 de agosto de 1991. Vawter, John T., Weaver y Emmor Brooke fue el arquitecto quién diseñó el Casa Norman and Florence B. Carmichael.

## Ubicación
Casa Norman and Florence B. Carmichael se encuentra dentro del condado de San Diego en las coordenadas 33°01′31″N 117°11′05″O / 33.025278, -117.184722.